# Костюк, Всеволод Григорьевич
Костю́к Все́волод Григо́рьевич (род. 12 декабря 1938 г.) — советский и российский этносоциолог, философ, специалист по изучению этносоциальных процессов, формирования национальной политики, этнокультурных взаимодействий, интернационализации. Проводит исследования в области теории и социологии евразийства, социологии молодёжи. Кандидат философских наук, старший научный сотрудник Института философии и права Сибирского отделения РАН.
Первый секретарь Советского райкома комсомола г. Новосибирска.
Один из создателей научно-производственного объединения "Факел", научно-организационного проекта, повлиявшего на формирование духа Новосибирского Акадмегородка в 60-е гг. ХХ в.

## Биография
С 1961 по 1964 гг. — мнс в институте Гидродинамики имени М. А. Лаврентьева СО РАН.
С 1964 по 1969 гг. — секретарь Советского Райкома ВЛКСМ г. Новосибирска.
С 1980 по 1984 гг. — мнс Институт истории, филологии и философии.
С 1984 по 1990 гг. — замдиректора института повышения квалификации при Новосибирском Государственном Университете.
С 1991 по настоящее время — старший научный сотрудник Объединенного института истории, филологии и философии Сибирского отделения Академии наук СССР (с 2006 г. — Институт философии и права СО РАН).

## Научная деятельность
Сфера научных интересов:
·     социально-профессиональные ориентации молодежи: этнический и региональный аспекты;
·     процессы этносоциального развития и интернационализации;
·     цивилизационный подход в этносоциологии;
·     евразийская цивилизация; Россия как цивилизация;
·     социокультурная адаптация молодежи к современным трансформациям;
·     социокультурный подход к регулированию межэтнических отношений.
Основные результаты научной деятельности
·    создание научной школы этносоциологии в Новосибирске;
·    применение цивилизационного и социокультурного подходов в этносоциальных исследованиях Сибири.
Участие в социологических исследованиях:
1972 г. — экспедиция в Нанайский район Хабаровского края.
1980-е гг. — экспедиции в Тыву, Хакасию, Горно-Алтайскую АО.
С 1990-х гг. участвовал в социологических экспедициях по проектам сектора этносоциальных исследований (рук. Ю. В. Попков), который с 2016 г. вошел в состав отдела социальных и правовых исследований ИФПР СО РАН (рук. М. А. Абрамова).
Гранты:
- Международный конкурс РГНФ — МинОКН Монголии 10-03-00865 а/G «Монгольский мир: между Востоком и Западом» (и) (руководитель Ю. В. Попков)
- «Социокультурные типы молодежи современной России: этнический и региональный аспекты» (РГНФ, 2012-13 гг.)  (и) (руководитель М. А. Абрамова)
- «Этносоциальные процессы и этнонациональная политика в регионах Сибири» (РГНФ, 2013 г.) (и) (руководитель Ю. В. Попков)
- «Новые смыслы в образовательных стратегиях молодежи» (РГНФ, 2013-2014 гг. ) (и) (руководитель Д. Л. Константиновский)
- «Влияние типа семьи на межэтническую интеграцию в современной России» (РГНФ, 2015-2016 гг. ) (и) (руководитель М. А. Абрамова)
- «Влияние лингвокультурной специфики среды на формирование установок молодежи в межэтнических отношениях» (РФФИ, 2018-2020 гг.) (и) (руководитель М. А. Абрамова)

и др.

## Научные труды
Список публикаций В. Г. Костюка.
Неоднократно занимал 1-2 места в конкурсе публикаций РОС как автор колл. монографий (2012, 2014, 2017, 2018, 2020-21 гг.).

### Монографии
Абрамова, М. А. Влияние лингвокультурной специфики социокультурной среды на межэтнические установки молодежи / М. А. Абрамова, Г. С. Гончарова, В. Г. Костюк. – Новосибирск : Манускрипт-СИАМ, 2021. – 208 с. – ISBN 978-5-93240-359-4. – EDN DODGVK 1.
Абрамова, М. А. Социокультурная динамика межэтнических и локальных сообществ России / М. А. Абрамова, В. Г. Костюк, М. Р. Зазулина. – Новосибирск : Омега Принт, 2017. – 150 с. – ISBN 978-5-91907-042-9. – EDN ZXTUIT
Региональные модели государственной национальной политики современной России : Монография. В 2-х частях / М. А. Абрамова, В. Г. Костюк, С. А. Мадюкова [и др.]. Том Часть 1. – Новосибирск : Общество с ограниченной ответственностью "Манускрипт", 2016. – 176 с. – ISBN 978-5-93240-274-0. – EDN IVMAFB
Новые смыслы в образовательных стратегиях молодежи. Константиновский Д.Л., Абрамова М.А., Вознесенская Е.Д., Гончарова Г.С., Костюк В.Г., Попова Е.С., Чередниченко Г.А. / 50 лет исследования. Москва, 2015.
Этносоциальные процессы и этнонациональная политика в регионах Сибири / Ю. В. Попков, Е. А. Тюгашев, Е. А. Ерохина [и др.] ; Под редакцией Ю.В. Попкова. – Новосибирск : Издательство Сибирского отделения РАН, 2015. – 273 с. – ISBN 978-5-7692-1450-9. – EDN AVBMWR
Абрамова, М. А. Социокультурные типы молодежи: этнический и региональный аспекты / М. А. Абрамова, Г. С. Гончарова, В. Г. Костюк. – Новосибирск : Издательский дом «Автограф», 2014. – 179 с. – ISBN 978-5-9905592-5-7. – EDN TDWDGL
Социокультурный подход к регулированию межэтнических взаимодействий / Ю. В. Попков, В. Г. Костюк, М. А. Абрамова [и др.] ; Под ред. Ю.В. Попкова, В.Г. Костюка. – Новосибирск : ООО Издательский дом "Манускрипт", 2013. – 272 с. – ISBN 978-5-93240-235-1. – EDN RSFRNT
Абрамова, М. А. Социокультурная адаптация молодежи Севера к условиям современных трансформаций / М. А. Абрамова, Г. С. Гончарова, В. Г. Костюк. – Новосибирск : Издательско-полиграфический дом "Нонпарель", 2011. – 330 с. – ISBN 978-5-93089-040-2. – EDN PXNVRP..
Костюк В.Г., Абрамова М.А., Гончарова Г.С., Ерохина Е.А., Мархинин В.В., Удалова И.В., Ушаков Д.В. РОССИЯ КАК ЦИВИЛИЗАЦИЯ: СИБИРСКИЙ РАКУРС. Новосибирск, 2008.

### Брошюры
Статьи: Попков, Ю. В. Новосибирская научная этносоциологическая школа / Ю. В. Попков, В. Г. Костюк, О. А. Персидская ; Институт философии и права Сибирского отделения Российской академии наук. – Новосибирск : Институт философии и права Сибирского отделения Российской академии наук, 2022. – 50 с. – ISBN 978-5-93240-282-2. – EDN CDGNYG..

### Статьи
Абрамова, М. А. Факторы геостратегического самоопределения стран Центральной Азии в 2022 году / М. А. Абрамова, Г. С. Гончарова, В. Г. Костюк // Respublica Literaria. – 2024. – Т. 5, № 3. – С. 67-82. – DOI 10.47850/RL.2024.5.3.67-82. – EDN DFSESG.
Абрамова, М. А. Отношение российской власти к евразийству: эволюция подходов, итоги и перспективы / М. А. Абрамова, Г. С. Гончарова, В. Г. Костюк // Евразийский Союз: вопросы международных отношений. – 2022. – Т. 11, № 3(43). – С. 231-240. – DOI 10.35775/PSI.2022.43.3.002. – EDN ACFIZJ.
Попков Ю.В. Проблемы интеграции евразийского пространства и подходы России к их решению / Ю. В. Попков, В. Г. Костюк // Евразийство: теоретический потенциал и практические приложения. – 2022. – № 11. – С. 15-23. – EDN CCVMVZ..
Абрамова, М. А. Теоретические модели этнополитики в современной России / М. А. Абрамова, Г. С. Гончарова, В. Г. Костюк // Вопросы политологии. – 2020. – Т. 10, № 7(59). – С. 2085-2094. – DOI 10.35775/PSI.2020.59.7.002. – EDN WXAILK
Абрамова, М. А. Динамика владения языками в республиках Сибири / М. А. Абрамова, Г. С. Гончарова, В. Г. Костюк // Сибирский философский журнал. – 2020. – Т. 18, № 1. – С. 110-130. – DOI 10.25205/2541-7517-2020-18-1-110-130. – EDN WPEIAJ
Abramova, М. А. Theoretical models of ethnopolitics in modern Russia / М. А. Abramova, G. S. Goncharova, V. G. Кostyuk // Political Science Issues. – 2020. – Vol. 10, No. 3(42-44). – P. 285-292. – DOI 10.35775/PSI.2020.42.3.003. – EDN ZYBSLF
Абрамова, М. А. Изучение влияния лингвокультурной специфики среды на межэтнические установки молодежи: факторы, индикаторы, показатели / М. А. Абрамова, В. Г. Костюк, Г. С. Гончарова // Вестник Томского государственного университета. – 2019. – № 446. – С. 83-89. – DOI 10.17223/15617793/446/11. – EDN NRCKGK
Абрамова, М. А. Типы идентичности молодежи и взаимодействие в межэтническом пограничье / М. А. Абрамова, Г. С. Гончарова, В. Г. Костюк // Русин. – 2018. – № 1(51). – С. 282-298. – DOI 10.17223/18572685/51/18. – EDN XODXAT
Костюк, В. Г. Моделирование этносоциальных процессов: опыт и проблемы / В. Г. Костюк, М. А. Абрамова // Сибирский философский журнал. – 2016. – Т. 14, № 2. – С. 105-114. – EDN UEQRVR.
Абрамова М.А., Гончарова Г.С., Костюк В.Г. ВЛИЯНИЕ УРОВНЯ ОБРАЗОВАНИЯ РОДИТЕЛЕЙ НА ФОРМИРОВАНИЕ ОБРАЗОВАТЕЛЬНЫХ СТРАТЕГИЙ ДЕТЕЙ (НА ПРИМЕРЕ ВЫПУСКНИКОВ ШКОЛ НОВОСИБИРСКОЙ ОБЛАСТИ).
Журнал социологии и социальной антропологии. 2015. Т. 18. № 2. С. 87-102.
Костюк В.Г., Гончарова Г.С. ВЗАИМОСВЯЗЬ ЭТНИЧЕСКИХ ТИПОВ СЕМЕЙ И МЕЖЭТНИЧЕСКИХ ВЗАИМОДЕЙСТВИЙ В СОВРЕМЕННОЙ РОССИИ. Вестник Новосибирского государственного университета. Серия: Философия. 2015. Т. 13. № 4. С. 105-111.
Абрамова, М. А. Влияние уровня образования родителей на формирование образовательных стратегий детей (на примере выпускников школ Новосибирской области) / М. А. Абрамова, Г. С. Гончарова, В. Г. Костюк // Журнал социологии и социальной антропологии. – 2015. – Т. 18, № 2. – С. 87-102. – EDN UDUWEP.
Абрамова, М. А. Жизненные планы и адаптация различных социокультурных типов молодежи (на материале социологического и социально-психологического исследований в Республике Саха (Якутия)) / М. А. Абрамова, В. Г. Костюк, Г. С. Гончарова // Журнал социологии и социальной антропологии. – 2013. – Т. 16, № 1. – С. 78-99. – EDN PYBKOF.
Попков Ю.В. Социокультурная динамика: концептуальные подходы / Ю. В. Попков, В. Г. Костюк // Вестник Новосибирского государственного университета. Серия: Философия. – 2013. – Т. 11, № 2. – С. 68-74. – EDN QCKMSL.
Абрамова, М. А. Язык как социокультурный феномен / М. А. Абрамова, Г. С. Гончарова, В. Г. Костюк // Вестник Новосибирского государственного университета. Серия: Философия. – 2012. – Т. 10, № 4. – С. 64-71. – EDN PMXFHH.